# Chantal (álbum)
Chantal es el título del segundo álbum de estudio grabado y realizado por la cantante y actriz mexicana Chantal, Fue publicado bajo la disquera Melody en 1992. Siento producido por Mariano Pérez Bautista. En esta segunda producción discográfica muestra una gran evolución en su modo de cantar y su estilo, y a pesar de todas las dudas surgidas al respecto, como la de que si este disco igualaría el éxito del primero, Chantal vuelve a colocar en los primeros sitios temas tales como: Contigo el amor es mucho más, Manuel, Yo sé, Muchachito, Déjame ser para ti, Duele, y el tema Entre tú y yo fue el tema principal para la telenovela mexicana de la cadena Televisa Triángulo (1992), producida por el señor telenovela don Ernesto Alonso, protagonizada por Daniela Castro y Eduardo Palomo.

## Lista de canciones
- 1. “Hey mami” - 4:46 (Jovanotti/C Cersosimo. Adapta. Luis Gómez-Escolar).
- 2. “Contigo el amor es mucho más” - 4:12 (Marcos Valle/Cláudio Rabello/Adapt. Karen Guindi).
- 3. “Yo sé” - 3:26 (Mariano Pérez/Javier Lozada).
- 4. “Será mejor que te olvide” - 4:01 (Mariano Pérez/Carlos Gómez).
- 5. “Entre tú y yo” - 3:40 (Beverly Craven. Adapt. Karen Guindi/Piro).
- 6. “Muchachito” - 3:57 (Mariano Pérez/Javier Lozada).
- 7. “Déjame ser para ti” - 3:39 (Portero Carril/Romano Musumarra/Adapt. Karen Guindi.)
- 8. “Duele” - 4:15 (Mariano Pérez).
- 9. “Algo en mí” - 3:57 (Mariano Pérez/Javier Losada).
- 10. “Manuel” - 4:40 (María Veranes).
- 11. “Mi cara dura” - 3:55 (Maria Veranes/S C. Calderón).

- Datos: Q5764569